# Paralophia quadrinodosa
Paralophia quadrinodosa – gatunek chrząszcza z rodziny kózkowatych i podrodziny zgrzypikowych. Jedyny przedstawiciel rodzaju Paralophia.

## Zasięg występowania
Gatunek ten występuje na Sumatrze.